# Route nationale 551a
La route nationale 551A, ou RN 551A, est une ancienne route nationale française reliant Gigors à Turriers.

## Histoire
La réforme de 1972 entraîne le déclassement de cette annexe de la route nationale 551, prenant effet au 1er janvier 1973 : elle a été déclassée en RD 951A.

## Ancien tracé
- Gigors
- Bellaffaire
- Turriers